# Los Reyes (Hidalgo)
Los Reyes es una localidad de México perteneciente al municipio de Acaxochitlán en el estado de Hidalgo.

## Geografía
La localidad se encuentra localizada en las coordenadas geográficas 20°9′19.212″N 98°9′51.015″O / 20.15533667, -98.16417083, con una altitud de 2260 m s. n. m. Se encuentra a una distancia aproximada de 6.56 kilómetros al este de la cabecera municipal, Acaxochitlán. Se encuentra en la región geográfica de la Sierra de Tenango.
En cuanto a fisiografía se encuentra dentro de la provincia del Eje Neovolcánico dentro de la subprovincia de Lagos y Volcanes de Anáhuac; su terreno es de sierra. En lo que respecta a la hidrología y se encuentra posicionado en la región Tuxpan-Nautla, dentro de la cuenca del río Cazones, en la subcuenca del río San Marcos.
Cuenta con un clima templado húmedo con abundantes lluvias en verano. La localidad se encuentra cerca de la presa Omiltémetl, también conocida como "Los Reyes".Esta presa recibe agua de más de 10 manantiales y de la presa del Tejocotal, el agua que recibe la manda a la presa Necaxa ya que esta genera electricidad. 

## Demografía
En 2020 registró una población de 3997 personas, lo que corresponde al 8.68 % de la población municipal. De los cuales 1898 son hombres y 2099 son mujeres. Tiene 863 viviendas particulares habitadas.
| Gráfica de evolución demográfica de Los Reyes entre 1900 y 2020                              |
|                                                                                              |
| Población de los censos y conteos del Instituto Nacional de Estadística y Geografía (INEGI). |